# 남원 관왕묘
남원 관왕묘(南原 關王廟)은 대한민국 전북특별자치도 남원시 왕정동에 있는 관왕묘이다. 1973년 6월 23일 전라북도의 유형문화재 제22호로 지정되었다.

## 개요
중국 삼국시대의 명장인 관우(關羽)를 배향한 곳이다. 이 묘는 원래 임진왜란때 이 곳에 주둔하였던 명나라 장군 리우띵(劉綎)이 자기들의 수호신으로 숭배하던 관운장을 모시기 위하여 선조 32년(1599) 남원부 동문밖에 세웠던 것이다. 그 후 영조 17년(1741)에 현 위치로 옮겨 짓고, 매년 춘추로 제사지내고 있다.
관왕묘는 정면 3칸, 측면 2칸의 맞배지붕 형태를 띤다.
적토마를 그린 탱화인 적토마도가 걸려 있다.

## 같이 보기
- 동관왕묘
- 관제묘
- 관우
- 성제묘
- 남원 관왕묘 적토마도 - 전라북도 유형문화재 제259호

## 참고 자료
- 남원관왕묘 - 국가유산청 국가유산포털